# Jaimie Alexander
Jaimie Lauren Tarbush (Greenville; 12 de marzo de 1984) es una actriz estadounidense conocida con el nombre artístico de Jaimie Alexander. Es conocida por su papel en la serie de televisión, Kyle XY, donde interpreta a Jessi XX y a la guerrera asgardiana Sif en las películas de Thor. Desde 2015 hasta 2020, protagonizó la serie de NBC, Blindspot en el papel de Jane Doe.

## Biografía
Jaimie Alexander nació en Greenville, South Carolina y se mudó a Grapevine, Texas, cuando tenía 4 años de edad. Ella es la única hija  en una familia de 5 hermanos. Alexander se inició en la actuación en la escuela primaria, donde tomó teatro por diversión. Alexander dijo que en realidad la echaron del teatro cuando estaba en la escuela secundaria porque no podía cantar, por lo que se dedicó a los deportes. Cuando tenía 17 años, sustituyó a una amiga en una reunión con una agencia de scouting y conoció a su mánager, Randy James, quien le envió algunos guiones. Después de su graduación de Colleyville Heritage High School, un año y medio después, se mudó a Los Ángeles para seguir su carrera como actriz.

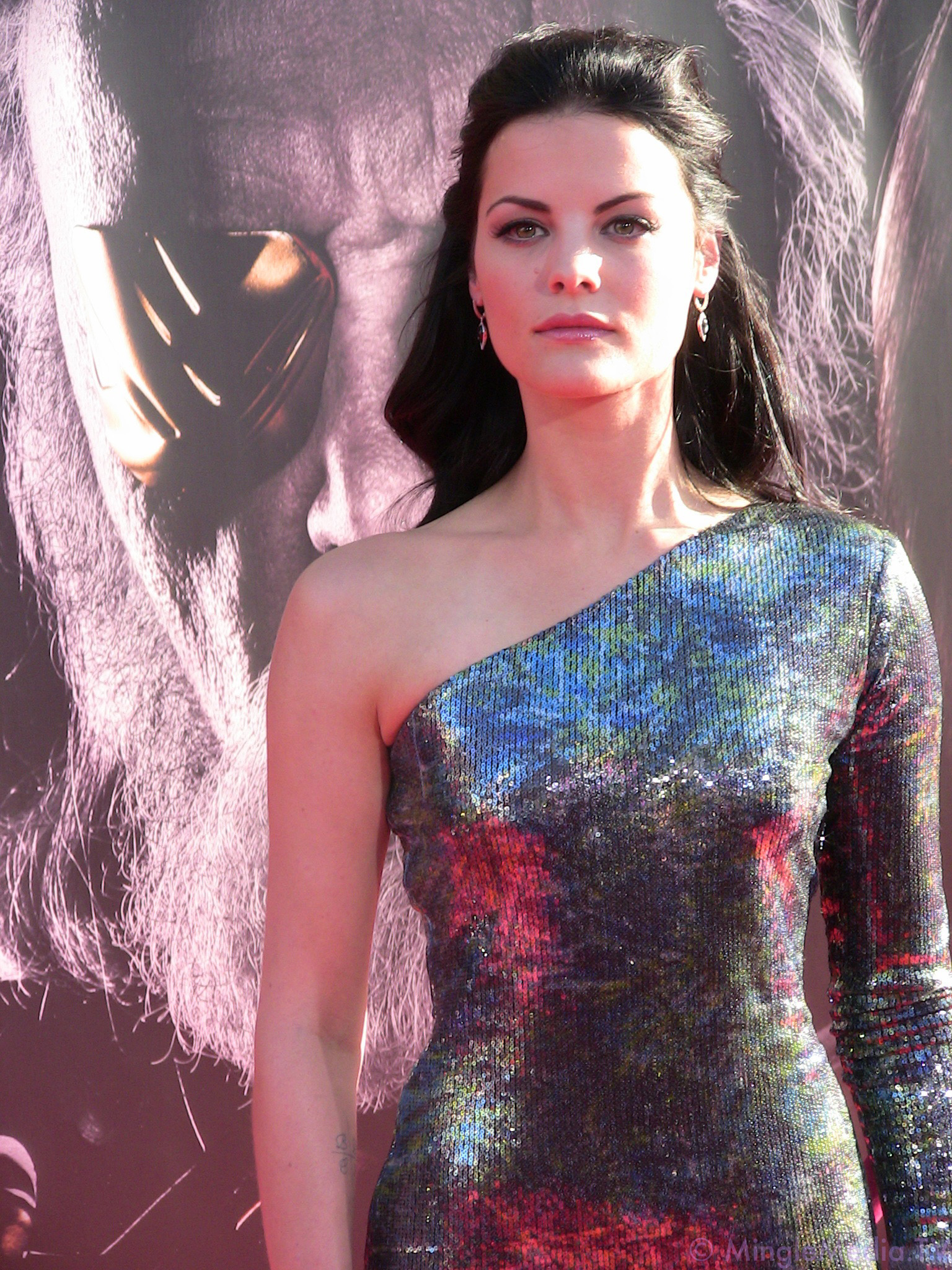
Jaimie Alexander en la premiere de Thor

## Filmografía

### Películas
| Año  | Título                      | Personaje      |
| ---- | --------------------------- | -------------- |
| 2004 | Squirrel Trap               | Sara           |
| 2006 | Rest Stop                   | Nicole Carrow  |
| 2006 | The Other Side              | Hanna Thompson |
| 2007 | Hallowed Ground             | Liz Chambers   |
| 2010 | Love and Other Drugs        | Carol          |
| 2011 | Thor                        | Sif            |
| 2012 | Loosies                     | Lucy Atwood    |
| 2013 | Savannah                    | Lucy Stubbs    |
| 2013 | The Last Stand              | Sarah Torrance |
| 2013 | Collision                   | Taylor Dolan   |
| 2013 | Thor: The Dark World        | Sif            |
| 2016 | Broken Vows                 | Tara Bloom     |
| 2018 | London Fields               | Hope Clinch    |
| 2022 | Last Seen Alive             | Lisa Spann     |
| 2022 | Thor: Love and Thunder      | Sif            |
| 2022 | The Minute You Wake Up Dead | Delaine Moore  |

### Series de televisión
| Año       | Título                            | Personaje                         | Notas                                             |
| --------- | --------------------------------- | --------------------------------- | ------------------------------------------------- |
| 2005      | It's Always Sunny in Philadelphia | Tammy                             | Episodio: "Underager Drinking:A National Concern" |
| 2006      | Standoff                          | Barrista                          | Episodio: "Piloto"                                |
| 2007      | Watch Me Over                     | Caitlin Porter                    | Rol principal                                     |
| 2007–2009 | Kyle XY                           | Jessi Hollander                   | Rol principal (temporada 2-3)                     |
| 2009      | Bones                             | Molly Briggs                      | Episodio: "The Beaver in the Otter"               |
| 2009      | CSI: Miami                        | Jenna York                        | Episodio: "Flight Risk"                           |
| 2011      | Nurse Jackie                      | Tunie Peyton                      | 3 episodios                                       |
| 2011      | Covert Affairs                    | Reva Kline                        | 2 episodios                                       |
| 2011      | The Birds of Anger                | Annie                             | Corto                                             |
| 2012      | Perception                        | Nikkie Atkins                     | Episodio: "Messenger"                             |
| 2014      | Under the Gun                     | Ella misma, Jueza                 | Episodio: "Superhero Fashion"                     |
| 2014-2015 | Agents of S.H.I.E.L.D.            | Sif                               | 2 episodios                                       |
| 2015-2020 | Blindspot                         | Jane Doe/Remi Briggs/Alice Kruger | Rol principal                                     |
| 2015      | The Brink                         | Lt. Gail Sweet                    | 4 episodios                                       |
| 2017      | Talking with Chris Hardwick       | Ella misma                        |                                                   |
| 2018      | Ridiculousness                    | Ella misma                        |                                                   |
| 2021      | Loki                              | Sif                               | Episodio 4                                        |
| 2021      | ¿Qué pasaría si...?               | Sif                               | Voz                                               |
| 2025      | It's Always Sunny in Philadelphia | Tammy                             | Episodio: "Overage Drinking:A National Concern"   |

## Premios y nominaciones
En 2008 fue nominada a un Premio Saturn como mejor actriz de reparto por su papel de Jessi XX en la serie Kyle XY, uno de los papeles más importantes en la que destacó su increíble papel como actriz.
| Year | Award                   | Category                              | Nominated work | Result   |
| ---- | ----------------------- | ------------------------------------- | -------------- | -------- |
| 2008 | Saturn Awards           | Mejor actriz de reparto en televisión | Kyle XY        | Nominada |
| 2011 | Scream Awards           | Mejor actriz de reparto               | Thor           | Nominada |
| 2011 | Scream Awards           | Interpretación revelación – Femenina  | Thor           | Nominada |
| 2017 | 10th Action Icon Awards | Premio Acción Icónica                 | Blindspot      | Ganadora |